# نخست‌وزیر گرجستان
نخست‌وزیر گرجستان(به گرجی: საქართველოს პრემიერ-მინისტრი) رئیس دولت و قوه مجریه کشور گرجستان است. نخست‌وزیر عملکردهای دولت را سازماندهی، مدیریت و کنترل می‌کند و فرمان‌های قانونی دولت را امضا می‌کند. او وزرا را در دولت منصوب و برکنار می‌کند. نخست‌وزیر نماینده گرجستان در روابط بین‌المللی است و به نمایندگی از گرجستان معاهدات بین‌المللی را منعقد می‌کند. او در مقابل مجلس گرجستان به خاطر فعالیتهای دولت پاسخگو می‌باشد.
نخست‌وزیر را یک حزب سیاسی معرفی می‌کند که بهترین نتیجه را در انتخابات پارلمانی کسب کرده است. نامزد باید رای اعتماد پارلمان را بدست آورد و سپس توسط رئیس‌جمهور گرجستان منصوب شود.
نخست‌وزیر فعلی گرجستان ایراکلی کوباخیدزه است که در ۸ فوریه ۲۰۲۴ آغاز به کار کرد.
فردی که شهروند یک کشور خارجی باشد نمی‌تواند برای تصدی این سمت اقدام کند.